# Constance van Portugal
Constance van Portugal (Portugal, 3 januari 1290 — Sahagún (Spanje), 18 november 1313) was van 1302 tot 1312 koningin-gemalin van Castilië en León. Ze behoorde tot het oudere huis Bourgondië.

## Levensloop
Constance was het oudste kind en enige dochter van koning Dionysius van Portugal en Elisabeth van Aragón, dochter van koning Peter III van Aragón.
In september 1291 ondertekenden Dionysius en koning Sancho IV van Castilië een verdrag waarin de verloving tussen Constance en Sancho's zoon Ferdinand geregeld werd. Op 23 januari 1302 vond het huwelijk van Constance en Ferdinand IV, die in 1295 koning van Castilië geworden was, plaats in Valladolid. 
In 1312 stierf Ferdinand IV, waarna zijn zoon Alfons XI hem opvolgde als koning van Castilië. Omdat Alfons XI nog minderjarig was, werd hij onder het co-regentschap van zijn moeder Constance en zijn grootmoeder Maria van Molina geplaatst. 
In november 1313 stierf ze op 23-jarige leeftijd, waarna Constance bijgezet werd in het koninklijk San Benito-klooster van Sahagún. 

## Nakomelingen
Constance en haar echtgenoot Ferdinand IV kregen drie kinderen:
- Eleonora (1307-1359), huwde in 1319 met Jacobus van Aragón, zoon van koning Jacobus II van Aragón, en nadien in 1329 met koning Alfons IV van Aragón
- Constance (1308-1310)
- Alfons XI (1311-1350), koning van Castilië